# Evolucijska povijest života
Za sažetiji obris evolucije života vidi kronologiju evolucijske povijesti života.
Evolucijska povijest života na Zemlji prati procese s pomoću kojih su živi i fosilni organizmi evoluirali od prvih početaka života na planetu do današnjeg dana. Zemlja se formirala prije oko 4,5 Ga (milijardi godina), a život se na njezinoj površini pojavio za 1 milijardu godina. Sličnosti između svih današnjih organizama ukazuju na postojanje zajedničkog pretka od kojeg su procesom evolucije potekle sve poznate vrste.

## Kratki povijesni prikaz
Najraniji dokazi života na Zemlji su grafit za kojeg je potvrđeno da je biogen, a otkriven je na zapadnom Grenlandu u metasedimentarnim stijenama starim 3,7 milijarda godina te fosili mikrobnog obraštaja otkriveni u pješčenjaku starom 3,48 milijarda godina pronađenom u zapadnoj Australiji. Mikrobni obraštaji koegzistentnih bakterija i arheja bili su dominantni oblik života u ranom arhaiku i smatra se da su se mnogi veliki koraci u ranoj evoluciji odvijali upravo unutar njih. Evolucija oksigene fotosinteze, prije oko 3,5 Ga, naposljetku je dovela do oksigenacije atmosfere koja je počela prije oko 2,4 Ga. Najraniji dokazi eukariota (kompleksnih stanica s organelama) potječu od prije 1,85 Ga, i iako su možda postojali i prije toga, njihova se diverzifikacija ubrzala kada su počeli rabiti kisik u svojem metabolizmu.
Poslije, prije oko 1,7 Ga, počeli su se pojavljivati višestanični organizmi, s diferenciranim stanicama koje su izvodile specijalizirane funkcije. Bilateria, životinje s prednjim i stražnjim krajem, tj. dvostrano simetrične životinje pojavile su se prije 555 milijuna godina. Beskralježnjaci su se pojavili tijekom perioda ediakarija, dok su se kralježnjaci pojavili prije oko 525 Ma tijekom kambrijske eksplozije kojom započinje "prava povijest" živih bića u najstarijim razdobljima paleozoika, u kambriju i siluru. Iz perioda kambrija konačno nalazimo brojne fosile svih danas poznatih glavnih tipova životinja poput jednostaničnih i višestaničnih životinja, bezkralježnjaka, člankonožaca, preteča kralježnjaka svitkovaca, samih kralježnjaka te svih drugih koljena i natkoljena poznatih unutar životinjskog carstva. 
Najranije kopnene biljke potječu od prije oko 450 Ma (milijuna godina), iako dokazi upućuju da su mikrobi formirali najranije terestričke ekosisteme, prije najmanje 2,9 Ga. Smatra se da su mikrobi utabali put početku kopnenih biljaka u fanerozoiku. Kopnene su biljke bile toliko uspješne da se smatra da su doprinijele masovnom izumiranju u kasnom devonu.
Krajem devona pojavili su se fosili djelomično kopnenih životinja (vodozemci), a u karbonu kopnene životinje, gmazovi. Tijekom perioda perma sinapsidi, uključujući pretke sisavaca, dominirali su kopnom, no većina je ove skupine izumrla u permsko-trijaskom masovnom izumiranju prije 252,2 Ma čime je nastupio mezozoik. Tijekom oporavka od ove katastrofe arhosauri su postali najbrojniji kopneni kralježnjaci; Mezozoik se smatra erom gmazova koji su dominirali periodima jure i krede. Potkraj trijasa nalazimo i prve fosile gmazova sa svojstvima sisavaca (terapsidi), a juri prve moderne gmazove i fosile prvih ptica. U posljednjem razdoblju mezozoika, u kredi, bila je posebno brojna jedna arhosaurska skupina, dinosauri.
Nakon što su u kredsko-paleogenskom masovnom izumiranju prije 66 Ma, u kenozoiku, stradali dinosauri, sisavci i ptice su brzo povećali svoj broj i raznolikost. Ovakva su masovna izumiranja mogla ubrzati evoluciju pružajući mogućnosti novim skupinama organizama da se diverzificiraju.
Sisavci su se razvili od gmazova na temelju potpuno nediferenciranoga, prijelaznog oblika. Njihovo dobro zaštićeno potomstvo (kote živu mladunčad koju hrani majka), stalna tjelesna toplina i uravnoteženi metabolizam vitalne su prednosti koje su im omogućile da se mnogostrano razvijaju i prošire. Među njima je osobito zanimljiv red primata, kojih se predstavnik pojavio u paleocenu. Iz tog osnovnog tipa u procesu adaptivne radijacije odvojili su se Lemuroidea, Tarsioidea i naposljetku Hominoidea, među kojima se pojavio i čovjek.

## Evolucija kao povijesna činjenica i kao proces
Evolucija živih bića saglediva je kao povijesna činjenica koja je imala svoj tijek i kao proces kojemu su na svoj način i sada podvrgnuta živa bića i po čemu se može dobiti uvid u njezine faktore. Kao povijesna činjenica ona je dokumentirana mnogobrojnim paleontološkim nalazima i komparativnim proučavanjima. Na temelju tih materijala uspješno su rekonstruirani tijekovi razvoja nekih biljnih skupina, nekih odjeljaka životinja, osobito kralježnjaka, a među njima specijalno najviših sisavaca i čovjeka.
Ima i pokušaja prikazivanja drveta (stabla) života sa svim prijelaznim oblicima od njegovih prvih početaka do čovjeka. Te rekonstrukcije pružaju često dobru opću orijentacijsku sliku, ali vrijede samo kao bolje ili slabije obrazložene spekulacije o razvoju, jer su rađene bez fosilnih dokaza. Budući da prvi oblici života nisu mogli ostaviti tragova, evolucijska se proučavanja stalno nalaze pred problemom kako su se i u kojim okolnostima pojavila najjednostavnija živa bića. Problem ostaje i razvoj jednostaničnih organizama, npr. ameba, u kojima već postoje svi osnovni procesi karakteristični za živa bića. G. G. Simpson smatra da je razvoj od prvih jednostavnih bića do amebe bio najteži i najkompleksniji, te da je vjerojatno trajao najmanje onoliko vremena koliko i razvoj od amebe do čovjeka. U pitanju razvoja višestaničnih organizama, neki znanstvenici tvrde da put od jednostaničnih do višestaničnih ide preko kolonija jednostaničnih bičaša dok zoolog Jovan Hadži zastupa teoriju celularizacije.

## Više informacija
- konstruktalni zakon
- evolucija
- evolucija sisavaca
- evolucija spolnog razmnožavanja
- evolucijska povijest biljaka
- povijest evolucijske misli
- O porijeklu vrsta
- specijacija
- taksonomija obično fosiliziranih beskralježnjaka
- kronologija evolucije
- Treatise on Invertebrate Paleontology

## Preporučena literatura
- Cowen, R. 2004. History of Life. 4th izdanje. Blackwell Publishing Limited. ISBN 978-1-4051-1756-2
- Richard Dawkins. 2004. The Ancestor's Tale, A Pilgrimage to the Dawn of Life. Houghton Mifflin Company. Boston. ISBN 0-618-00583-8
- Richard Dawkins. 1990. The Selfish Gene. Oxford University Press. ISBN 0-19-286092-5
- Smith, John Maynard; Eörs Szathmáry. 1997. The Major Transitions in Evolution. Oxford University Press. Oxfordshire. ISBN 0-19-850294-XCS1 održavanje: više imena: authors list (link)
- Ruse, Michael; Travis, Joseph (eds). 2009. Evolution: The First Four Billion Years. Belknap Press of Harvard University Press. Cambridge, Massachusetts. ISBN 978-0-674-03175-3. Pristupljeno 24. studenoga 2012.CS1 održavanje: dodatni tekst: authors list (link)

## Vanjske poveznice
opće informacije
- General information on evolution- Fossil Museum nav.
- Understanding Evolution from University of California, Berkeley
- National Academies Evolution Resources
- Evolution poster- PDF format "tree of life"  Arhivirana inačica izvorne stranice od 10. veljače 2015. (Wayback Machine)
- Everything you wanted to know about evolution by New Scientist
- Howstuffworks.com — How Evolution Works
- Synthetic Theory Of Evolution: An Introduction to Modern Evolutionary Concepts and Theories  Arhivirana inačica izvorne stranice od 6. kolovoza 2009. (Wayback Machine)

povijest evolucijske misli
- The Complete Work of Charles Darwin Online
- Understanding Evolution: History, Theory, Evidence, and Implications